# Kondō Keitarō

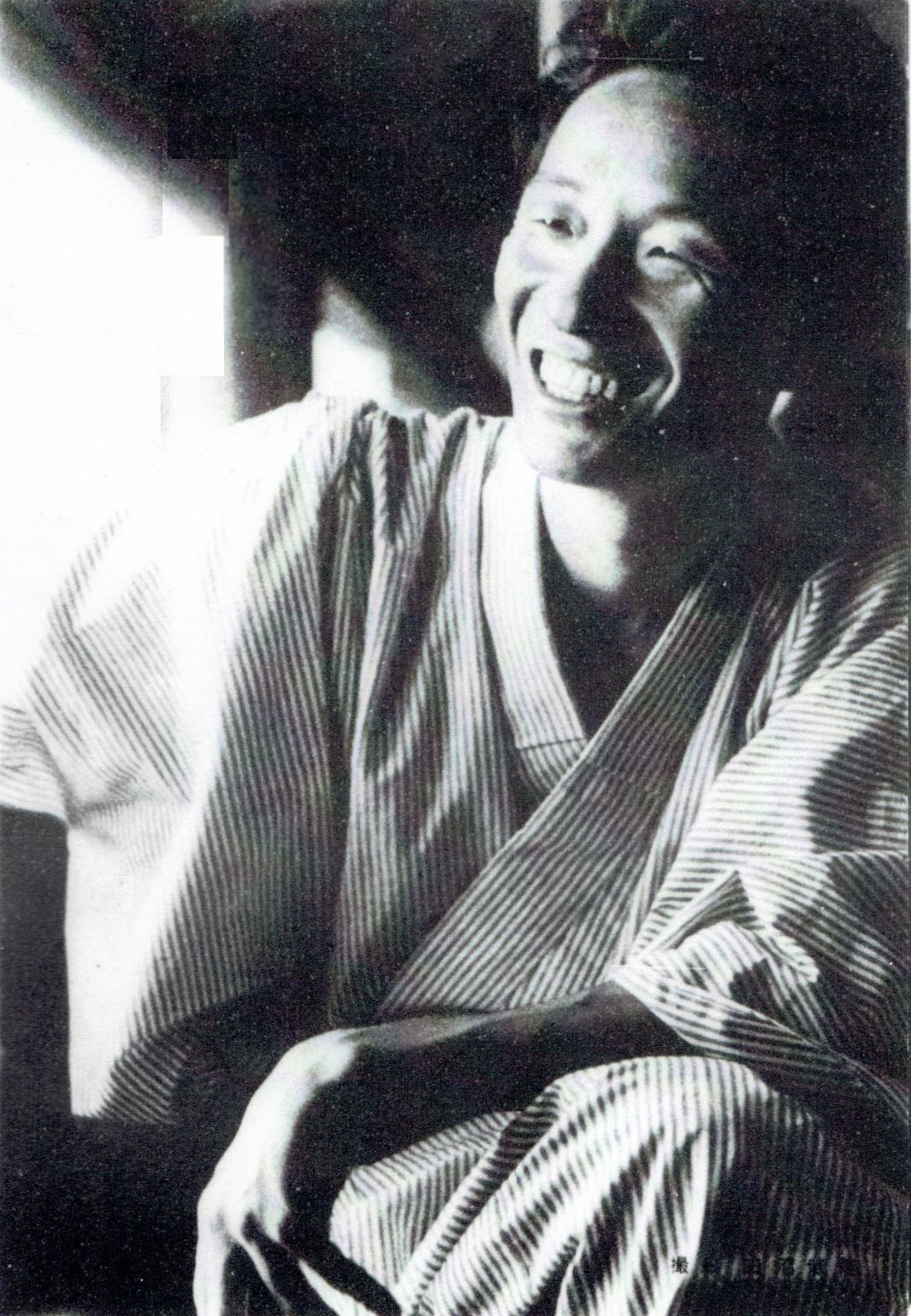
Kondō Keitarō (1950)

Kondō Keitarō (japanisch 近藤 啓太郎; geboren 25. März 1920 in Yokkaichi (Präfektur Mie); gestorben 1. Februar 2002) war ein japanischer  Schriftsteller.

## Leben und Wirken
Kondō Keitarō studierte Kunst an der „Tōkyō bijutsu gakkō“. Er lebte nach dem Zweiten Weltkrieg in der Stadt Kamogawa (Präfektur Chiba) und arbeitete als Zeichenlehrer an einer Mittelschule. Nebenbei begann er zu schreiben und hatte gleich Erfolg mit seinem Werk „Amabune“ (海人舟) – „Das Schiff der Ama“, für den er 1956 den hochangesehenen Akutagawa-Preis erhielt.
Kondō schrieb weiter und gehörte bald, zusammen mit Yoshiyuki Junnosuke und Yasuoka Shōtarō, zur „Dritten Generation von Nachkriegsautoren“. Er beschäftigte sich auch mit Kunstkritik und gewann 1963 den Yomiuri-Literaturpreis für seinen Essay „奥村土牛“  über den Maler Okumura Togyū (1890–1989). Ein weiterer Essay „Taikan-den“ (大観伝) – „Taikan-Überlieferung“ 1974 bezieht sich auf den Maler Yokoyama Taikan (1868–1958).
Zu Kondōs weiteren Werken gehören „Umi“ (海) – „Das Meer“ 1967 und „Bishō“ (微笑) – „Ein Lächeln“ 1974. Als letztes seiner etwa 70 Bücher erschien 2003 „Nihonga no tanjō“ (日本画誕生) – „Geburt der Malerei im Nihonga-Stil“.